# ألبرت أو. كلارك
ألبرت أو. كلارك (بالإنجليزية: Albert O. Clark)‏ هو مهندس معماري أمريكي، ولد في 1858، وتوفي في 1935.